# Wu Tongtong
Wu Tongtong (xinès simplificat: 武桐桐, pinyin: Wǔ Tóngtóng; Fuxin, 27 de juny de 1994) és una jugadora de bàsquet xinesa. Formà part de la selecció xinesa al torneig femení dels Jocs Olímpics d'estiu de 2020.